# Carleton Scott
Carleton Goolsby Scott (Homestead, Florida, 10 de septiembre de 1988) es un jugador de baloncesto profesional de nacionalidad estadounidense.
Se formó como jugador en las filas de los Notre Dame Fighting Irish de la NCAA, la liga universitaria de los Estados Unidos. En su último año aportó 11 puntos y 7 rebotes de media por encuentro.
A principios de agosto de 2011 el Cáceres Ciudad del Baloncesto de la liga LEB Oro de España anunció su contratación. Tras la disputa de 6 jornadas de la temporada regular, el jugador fue cortado por "falta de adaptación" finalizando su periplo en Cáceres con unas medias de 1 punto, 2,7 rebotes y 0,8 asistencias en los 16 minutos por partido en los que participó.
Tras un breve paso por la LPB en enrolado en las filas del AB Coimbra, finalizó la temporada 2011/12 en la Bundesliga austriaca, después de fichar por el UBC Carefuel Güssing Knights.

## Trayectoria
- 2007-11. Notre Dame Fighting Irish. NCAA.
- 2011 Cáceres Ciudad del Baloncesto. LEB.
- 2012 AB Coimbra. LPB.
- 2012 UBC Carefuel Güssing Knights. Bundesliga austriaca
- 2012-2013 Springfield Armor. D-League
- 2013-2015 Juvecaserta Basket. Lega Basket Serie A
- 2015-2016 Antwerp Giants. Ligue Ethias
- 2016- Pallacanestro Trapani. Serie A2